# 毒島邦雄
毒島 邦雄（ぶすじま くにお、1925年4月1日 - 2016年10月22日）は、日本の実業家である。パチンコメーカーである三共の創業者であり、同社の名誉会長である。群馬県出身。

## 人物
毒島は2011年、フォーブスの調査によると59億米ドル（当時の換算レートで約4897億円)を保有し世界ランキング169位、日本の富豪ランキングで4位にランクインした。死去した2016年でも世界595位、日本で10位の富豪だった。
子供は4人おり、息子の毒島秀行は2008年より三共のCEOを務め、娘2人も同社株主。邦雄の没後、秀行も2017年よりフォーブスの日本富豪ランキング8位に登場し、2019年現在10位にある。

## 経歴
群馬県桐生市境野に生まれ、1943年に桐生工専付属桐生商工学校（現・群馬大学）を卒業。戦後すぐに三共電機製作所を開業、その後三共運送、桐生フードセンター、三共技研などを創業。
パチンコ業平和工業の常務を経て、1966年4月 に愛知県名古屋市で株式会社中央製作所を設立し、同年5月に三共製作所、11月に三共へ商号変更。1981年4月に群馬県桐生市へ本社を移転、1995年には東京証券取引所2部に上場、1997年には1部上場、2008年8月に東京都渋谷区渋谷に移転した。